# 김처선로
김처선로(金處善路, Gimcheoseon-ro)는 세종특별자치시 장군면 동교3교차로 와 세종특별자치시 전의면 전의2교차로를 잇는 도로이다. 도로 이름은 조선 시대애 7명의 군주(세종, 문종, 단종, 문종, 예종, 성종, 연산군)를 섬기다가 연산군의 정적으로 몰려 살해당한 환관인 김처선에서 따왔다.

## 주요 경유지
세종특별자치시
- (전의면)

## 노선 경로
| 이름              | 접속 노선                      | 경유지            | 경유지            | 비고              |
| 의당전의로와 직결 | 의당전의로와 직결              | 의당전의로와 직결 | 의당전의로와 직결 | 의당전의로와 직결 |
| ----------------- | ------------------------------ | ----------------- | ----------------- | ----------------- |
| 동교3 교차로      | 왕의물길                       | 세종특별자치시    | 전의면            |                   |
| 동교2 교차로      | 동신길                         | 세종특별자치시    | 전의면            |                   |
| (이름없음)        | 상교동1길                      | 세종특별자치시    | 전의면            |                   |
| 전의2 교차로      | 국도 제1호선 (세종로) 안모산길 | 세종특별자치시    | 전의면            |                   |